# Delinkvent
Delinkvent är en benämning på en häktad brottsling som skall straffas, speciellt med kropps- eller dödsstraff.
Då kropps- och dödsstraff sedan länge inte förekommer i Sverige har benämningen även kommit att avse en person som begått en mindre förseelse men som offentligt får stå till svars för sitt handlande.